# Кобилеччина
Кобилеччина — село в Україні, у Золочівському районі Львівської області. Населення — 21 особа. Колишній орган місцевого самоврядування — Струтинська сільська рада.

## Населення

### Мова
Розподіл населення за рідною мовою за даними перепису 2001 року:
| Мова       | Кількість | Відсоток |
| ---------- | --------- | -------- |
| українська | 21        | 100%     |